# Manta (U-Boot, 1944)
Die USS Manta (SS/AGSS-299) war ein U-Boot der Balao-Klasse. Das Boot wurde von der Pazifikflotte der US Navy während des Zweiten Weltkrieges im Pazifik gegen Japan eingesetzt. Im Kalten Krieg diente es überwiegend in der Atlantikflotte oder war der Reserveflotte zugeteilt.
Das U-Boot war das zweite Schiff der US Navy, welches den Namen Manta trug. Der Name ist die englische Bezeichnung für die Gattung der Mantarochen (Manta), die zur Familie der Adlerrochen (Myliobatidae) und darin zur Unterfamilie der Teufelsrochen (Mobulinae) gehören.

## Technik und Bewaffnung
Die Manta war ein diesel-elektrisches Patrouillen-U-Boot der Balao-Klasse. Die Boote der Balao-Klasse wurden gegenüber jenen der vorhergehenden Gato-Klasse nur geringfügig verbessert und waren wie jene für lange offensive Patrouillenfahrten im Pazifik ausgelegt. Insbesondere die Tauchtiefe wurde – basierend auf den Erfahrungen des Krieges gegen Japan – vergrößert und die Aufteilung des Innenraums verbessert. Äußerlich und in ihren Dimensionen glichen sich die Boote beider Klassen weitgehend.

### Technik
Die USS Manta war 95 Meter lang und 8,3 Meter breit. Ihr Tiefgang betrug maximal 5,1 Meter. Aufgetaucht verdrängte sie 1526 tn. l., getaucht 2424 tn. l. Der Antrieb erfolgte durch vier 9-Zylinder-Diesel-Gegenkolbenmotoren von Fairbanks-Morse, Model 38D8-1/8, die eine Leistung von jeweils 1000 kW erbrachten. Unter Wasser wurde das U-Boot durch vier Elektromotoren mit insgesamt 2740 PS angetrieben, die ihre Energie aus zwei 126-zelligen Akkumulatoren bezogen. Die Motoren gaben ihre Leistung über ein Getriebe an zwei Wellen mit je einer Schraube ab. Die Geschwindigkeit betrug aufgetaucht maximal 20,25 Knoten, getaucht schaffte die Manta noch 8,75 Knoten. Die maximal mögliche Tauchzeit betrug 48 Stunden, die Konstruktionstauchtiefe lag bei circa 120 Metern. In den Treibstofftanks konnten 440 Kubikmeter Dieselkraftstoff gebunkert werden; damit hatte das Boot einen Fahrbereich von 11.000 Seemeilen bei 10 Knoten.

### Bewaffnung
Die Hauptbewaffnung der USS Manta bestand aus zehn 533-mm-Torpedorohren, sechs im Bug, vier achtern, für die sich 24 Torpedos an Bord befanden. Hinter dem Turm war ein 5-Zoll-Deckgeschütz montiert. Auf dem Wintergarten waren zwei 40-mm-FlaK untergebracht, davon je eine vor und eine hinter dem Turm. Zusätzlich konnten zwei 12,7-mm-Maschinengewehre bei Bedarf an diversen Positionen des Bootes montiert und nach Gebrauch wieder im U-Boot verstaut werden. Ob diese auf der Manta tatsächlich mitgeführt wurden, ist nicht zweifelsfrei belegt. Zur Ortung feindlicher Schiffe verfügte die Manta über ein JK/QC- und ein QB-Sonar unter dem Bug, an Deck waren JP-Hydrophone installiert. Am ausfahrbaren Elektronikmast war ein SD-Radar mit 20 Seemeilen Aufklärungsreichweite zur Ortung feindlicher Flugzeuge angebracht, zusätzlich verfügte das U-Boot über ein SJ-Oberflächensuchradar mit etwa zwölf Seemeilen Reichweite zur Ortung von Seezielen. Im getauchten Zustand konnte über das am Periskop angebrachte ST-Radar mit acht Seemeilen Reichweite ebenfalls eine Ortung feindlicher Schiffe erfolgen.

## Geschichte
Das U-Boot mit der Nummer SS-299 wurde am 15. Januar 1943 bei der William Cramp & Sons Shipbuilding Company auf Kiel gelegt. Am 7. November 1943 erfolgte der Stapellauf und die Schiffstaufe auf den Namen USS Manta. Taufpatin war die Frau des Kongressabgeordneten Michael J. Bradley. Nach einer mehr als einjährigen Ausrüstungs- und Seeerprobungszeit wurde die USS Manta am 18. Dezember 1944 von der US Navy in Dienst gestellt. Erster Kommandant war Lieutenant Commander Edward P. Madley.

### Zweiter Weltkrieg
Die Manta führte nach ihrer Indienststellung zunächst die üblichen Trainingsfahrten vor der Westküste der Vereinigten Staaten durch. Am 27. März 1945 lief sie aus ihrem bisherigen Stützpunkt New London, Connecticut aus und nahm über Panama Kurs auf Pearl Harbor. Von dort aus operierte die Manta bis Kriegsende. Die Manta brach zu zwei Feindfahrten gegen Japan auf, konnte jedoch nur die erste Feindfahrt noch vor der Kapitulation Japans beenden. Diese erste Kriegspatrouille vom 28. Mai 1945 bis 16. Juli 1945 führte die Manta vor die nordöstlich der japanischen Hauptinseln gelegene Inselkette der Kurilen. Der Einsatz verlief ohne besondere Ereignisse. Zur zweiten Feindfahrt lief die Manta eine Woche vor der japanischen Kapitulation am 8. August 1945 aus Pearl Harbor aus. Das Boot befand sich auf dem Anmarsch ins designierte Zielgebiet, als sie über Funk die Nachricht vom Waffenstillstand erhielt. Die Feindfahrt wurde trotz des Waffenstillstands weiter fortgesetzt, allerdings keine Attacken mehr gefahren. Erst am 10. September endete der zweite und letzte Kriegseinsatz der Manta mit dem Einlaufen in den Marinestützpunkt Pearl Harbor. Nach einigen Trainingseinsätzen vor Hawaii segelte die USS Manta am 2. Januar 1946 nach San Francisco. Dort angekommen, begann die Vorbereitungen für die Außerdienststellung des U-Bootes. Schließlich erfolgte die Inaktivierung und die Eingliederung in die Reserveflotte am 10. Juni 1946.

## Nachkriegszeit und Verbleib
Am 2. August 1949 stellte die US Navy das U-Boot als Zieldarstellungsschiff ESS-299 wieder in Dienst. Bereits am 1. September 1949 erfolgte die Umbenennung zum Auxiliary Submarine AGSS-299. Sie wurde der Atlantikflotte unterstellt. Für die neue Aufgabe als Zieldarstellungsschiff für das U-Jagd-Training wurde das Boot weitgehend entwaffnet und an Bug und Heck im Bereich der Torpedoräume verstärkt. Dies diente dem besseren Schutz vor Treffern mit Übungstorpedos. Bis zum Sommer 1955 blieb die Manta in ihrer neuen Funktion als Zieldarstellungsschiff in Key West stationiert, bevor sie am 5. Juli 1955 den Hafen verließ und Kurs auf Portsmouth nahm. Dort erfolgte die erneute Außerdienststellung der Manta sowie eine teilweise Wiederherstellung der Bewaffnung. Nach fünf Jahren Inaktivität begann ab April 1960 die Nutzung der Manta als Trainings-U-Boot für den 3rd Naval District. Bis 1967 verblieb sie in dieser Funktion, wobei sie aber weiterhin der Reserve zugeordnet blieb. Als überschüssiges Boot wurde sie am 30. Juni 1967 endgültig aus der Flottenliste gestrichen und schließlich am 16. Juli 1969 als Zielschiff bei einer Übung vor Norfolk (Virginia) versenkt.